# IFA Wartburg
Az IFA Wartburg egy Magnus Michaeli és Nils Lundwall által Upplands Väsbyben alapított svéd diákegyüttes.
Rolf Kempinski és Heinz Klinger álnevek alatt játszottak. Nevüket a keletnémet autómárka, az IFA által gyártott Wartburg után kapták. Németül énekeltek, dalaik az NDK szótárát élesztették fel, egy játékos, apolitikus és néha még szatirikusnak is tűnő hangnemben. A legismertebb dalaik: Frau Gorbatschowa tanzt Bossanova (Mrs. Gorbacsov bossa novát táncol), Es ist nicht so schlimm auf der Insel Krim (Nem olyan rossz Krím szigetén), és Agrarwissenschaft im Dienste des Sozialismus (Agrártudomány a szocializmus szolgálatában).
Zenéjük eklektikus, a bossa novától a popzenén át egészen a dzsesszig terjedt.